# Ramił Chasangatin
Ramił Wagizowicz Chasangatin, ros. Рамиль Вагизович Хасангатин (ur. 7 stycznia 1972 w Kazaniu) – rosyjski szachista, arcymistrz od 2003 roku.

## Kariera szachowa
Pierwsze sukcesy zaczął odnosić pod koniec lat 90. XX wieku. W 1997 r. zwyciężył w cyklicznym turnieju First Saturday (edycja FS03 IM-A) w Budapeszcie. W 2000 (w Kazaniu) i 2002 r. (w Tuli) wypełnił normy arcymistrzowskie. W 2001 r. podzielił II m. w Preszowie (za Dušanem Radovanoviciem, wspólnie z Dariuszem Mikrutem) oraz w Przerowie (za Radosławem Wojtaszkiem), w 2002 r. samodzielnie zwyciężył w Preszowie oraz podzielił I m. w Ołomuńcu (wspólnie z Viktorem Lázničką), natomiast w 2003 r. podzielił I m. w Mariańskich Łaźniach (wspólnie z Viktorem Lázničką) oraz w Chrudimiu (wspólnie z Petrem Habą i Siergiejem Fedorczukiem), zwyciężył również w Čartáku. W 2004 r. podzielił I m. (wspólnie z Michaelem Henniganem) w turnieju PragoNet Open w Pradze oraz zajął II m. (za Martinem Mrvą) w Pieszczanach, w 2005 r. podzielił I m. (wspólnie z Jewgienijem Kalieginem) w Kazaniu, w 2006 r. zwyciężył (wspólnie z Markiem Vokáčem) w Starym Meście, natomiast w 2008 r. – w Taborze.
Najwyższy ranking w dotychczasowej karierze osiągnął 1 października 2002 r., z wynikiem 2524 punktów zajmował wówczas 88. miejsce wśród rosyjskich szachistów.